# Готлиб, Михаил Абрамович
Михаил Абрамович Готлиб (4 октября 1908 — 28 декабря 1974) — советский архитектор, автор проектов крупных жилых зданий и значительных общественных объектов в Ульяновске и в Москве. Член Союза архитекторов СССР.

## Биография
Михаил Абрамович родился в Ярославле 4 октября 1908 года. В 1932 году окончил Высший архитектурно-строительный институт и в ноябре того же года был призван в армию. Преподавал в Московском строительном техникуме. В 1934 году вступил в Союз архитекторов СССР. В 1940 году окончил факультет архитектурного усовершенствования Академии архитектуры СССР. Участник Великой Отечественной войны, инженер-капитан, награждён медалью «За оборону Москвы».
После войны работал в Союзтранспроекте, затем — в институте «Мосгипротранс». Крупный специалист по проектированию железнодорожных объектов; работал в Центральной архитектурной мастерской Министерства путей сообщения. Два вокзала в Ульяновске стали одними из лучших работ архитектора. Это — здание железнодорожного вокзала «Ульяновск I», за который дважды, в 1951 и 1954 годах, возбуждался перед Управлением по делам архитектуры Совета Министров РСФСР вопрос о награждении архитектора Готлиба Сталинской премией, но не было утверждено, здание железнодорожного вокзала «Ульяновск-Центральный», М. А. Готлиб стал одним из авторов проекта, возведённого к 1970 году. Вместе с Брониславом Хилькевичем спроектировал известный «Домом с башенками» для работников московской ж/д на Ленинградском проспекте у Белорусского вокзала. Архитекторы М. А. Готлиб и Б. Д. Хилькевич обильно украсили многоэтажный дом множеством выступов, башенок, эркеров. Все работы по строительству здания были завершены к 1953 году, а через пару лет в 1955 году вышло знаменитое Постановление Центрального Комитета КПСС и Совета Министров СССР «Об устранении излишеств в проектировании и строительстве», в котором была раскритикована пышность позднесталинской неоклассики. Авторов данного проекта много критиковали за чрезмерную пышность и откровенную эклектичность их творения, а главный архитектор Мосгипротранса Алексей Душкин был освобождён от должности.
Умер 28 декабря 1974 года.

## Постройки
По проектам Михаила Готлиба были построены:
- Здание железнодорожного вокзала «Ульяновск I» — «Старый вокзал» (1952)[10][11][12][13];
- Памятник Владимиру Ульянову — гимназисту (установлен 5.12.1954 г. ск-р Владимир Ефимович Цигаль, арх-р Михаил Абрамович Готлиб)[14][15];
- Здание железнодорожного вокзала «Ульяновск-Центральный» (1970)[16][17];
- город Москва, Ленинградский проспект № 1 — жилой дом (1949—1952, архитекторы: Б. С. Мезенцев, М. А. Готлиб, Б. Д. Хилькевич)[2][3][18];
- В 1970 году по индивидуальному проекту архитектора М. А. Готлиба был построен новый ж/д вокзал «Уфа»[19][20][21];
- Здание железнодорожного вокзала «Владимир» (1975, архитекторы: М. А. Готлиб, В. Я. Евстигнеев, Е. Н. Кмитович, Ю. Я. Мелюшкин)[22][23];
- В 60-е гг. XX века полностью перестроено здание железнодорожного вокзала «Московский» в Нижнем Новгороде (архитектором нового вокзала стал М. А. Готлиб)[24];
- разрабатывал типовые проекты жилых домов[25];

## Научные работы
Михаил Абрамович написал ряд научных трудов:
- Детали элементов зданий изготовляемых на заводах для линейно-путевых и поселковых жилых домов [Текст] : [Альбом] : Разработ. Центр. архитект. мастерской Союзтранспроекта / Министерство путей сообщения СССР. Союзтранспроект. — Москва : изд-во и 1-я тип. Трансжелдориздата, 1947. — [19] с. : черт.; 22х31 см.[26]
- Альбом монтажных узлов и заводских элементов к жилым 8-ми и 12-ти квартирным домам, 1946[27][28].

## Здания архитектора в филателии
- 25 февраля 1960 г. был издан Художественный маркированный конверт — памятник В. И. Ленину-гимназисту (художник Л. Завьялов)[29][30];
- 29 марта 1961 г. Министерством связи СССР издан художественный маркированный конверт — Ульяновск. Ж/д вокзал. (Худ. Акимушкин)[31];
- 1967 г. Почта СССР № 3479. 2 к. — «Ленин-гимназист» (ск-р В. Цигаль, 1949, арх-р М. Готлиб). Фрагмент памятника, установлен в 1954 г.
- 4 марта 1980 г. — ХМК. г. Ульяновск. Железнодорожный вокзал (старый) (художник — Г. Баев)[32];
- 1981 ХМК Владимир. Железнодорожный вокзал (худ. Б. Иванов)[33];
- 1982 ХМК Ульяновск. Железнодорожный вокзал (новый)[34];
- 25.03.1986 г. ХМК Ульяновск. Железнодорожный вокзал (худ. Т. Панченко)[35];
- 1987 г. — ХМК СССР. Ульяновск. «Всесоюзная филателистическая выставка, посвящённая 70-летию Великого Октября. Ульяновск — 87 (памятник В. И. Ленину-гимназисту»[36].
- 1999 г. ХМК Ульяновск. Здание вокзала «Ульяновск-Центральный»[37];

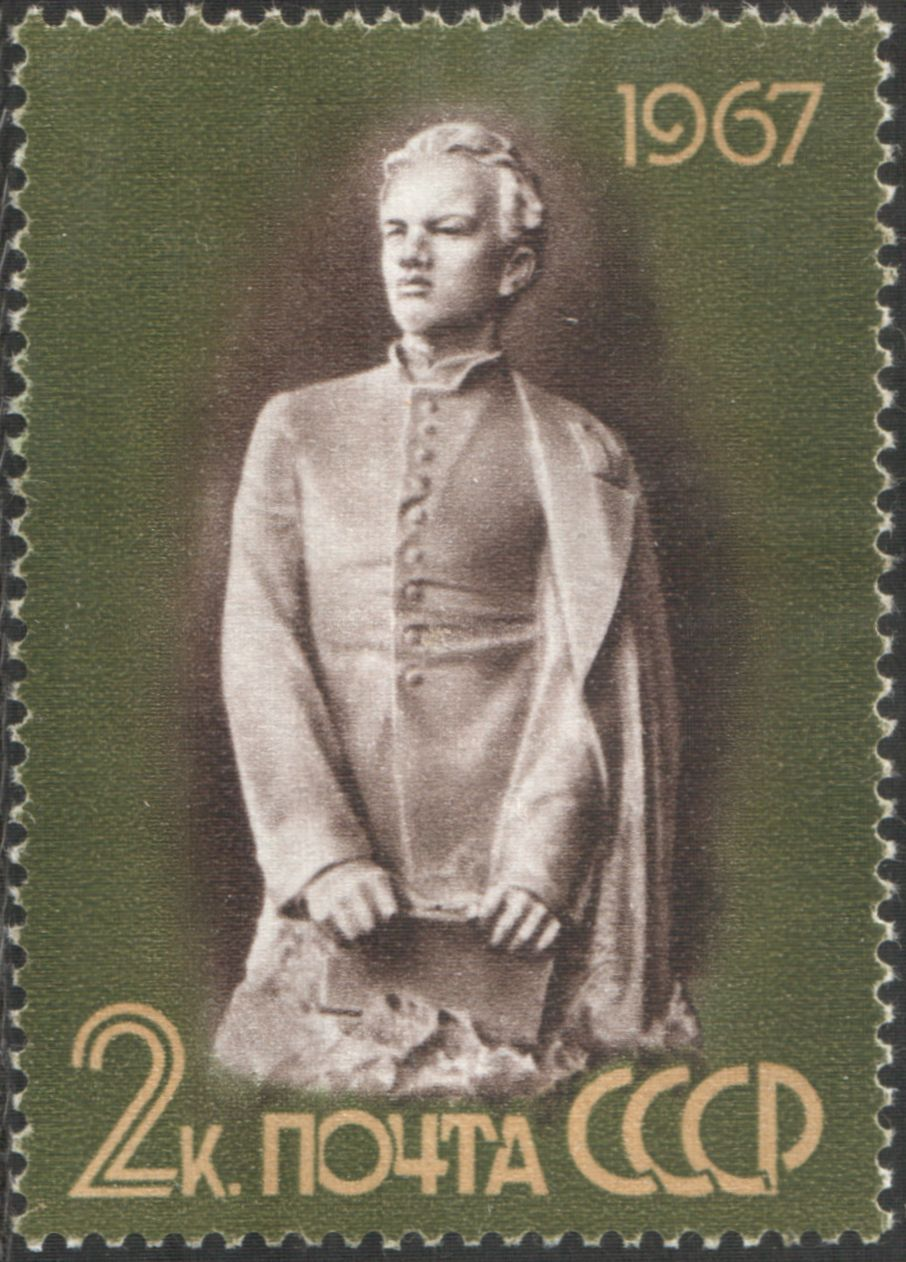
Марка Почта СССР 1967 г. с изображением памятника «Ульянов-гимназист» (открыт в 1954 г., г. Ульяновск).
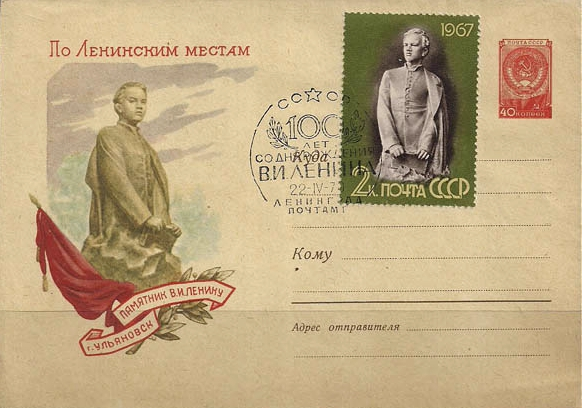
ХМК СССР, 1960. По Ленинским местам. Ульяновск. Памятник В. И. Ленину, спецгашение.
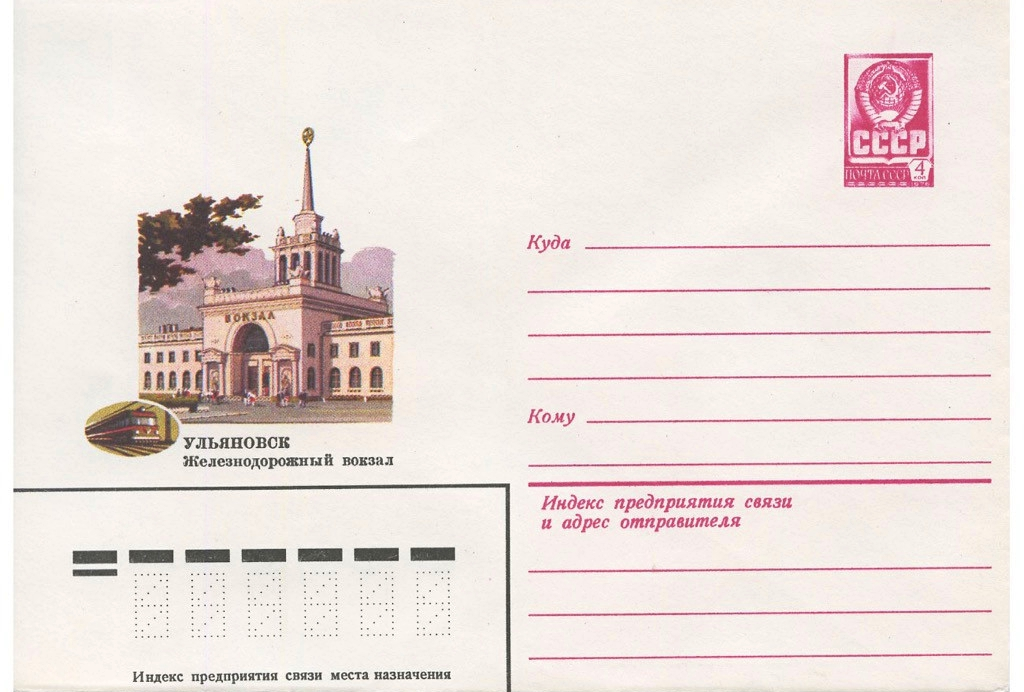
ХМК СССР, 1980. г. Ульяновск. Железнодорожный вокзал (старый).
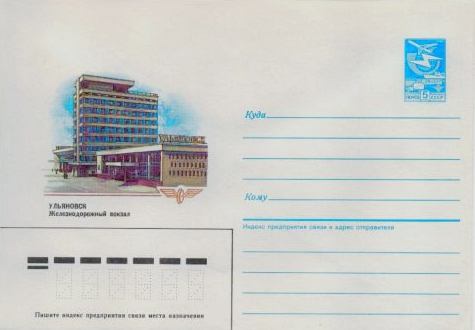
ХМК СССР, 1986. Ульяновск. Железнодорожный вокзал.
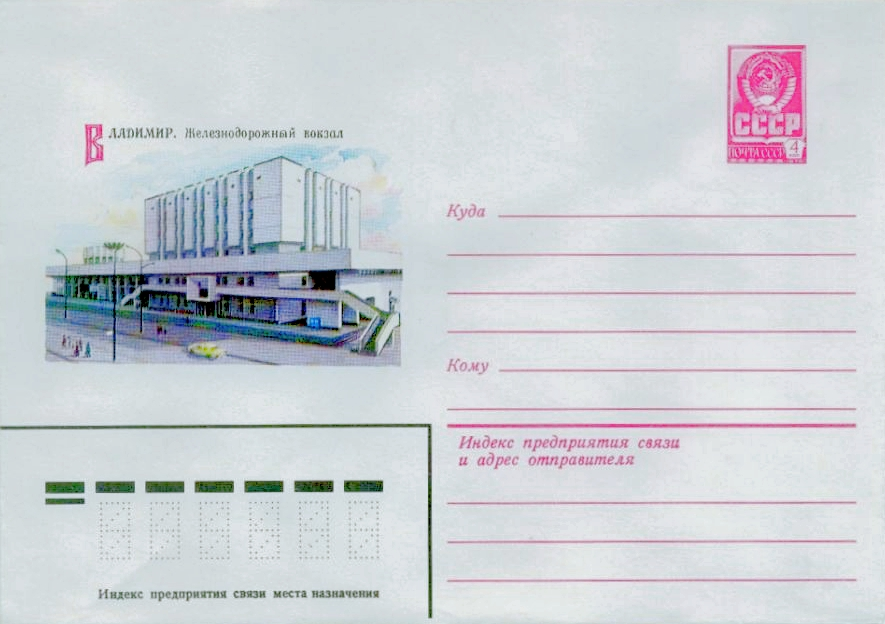
ХМК СССР, 1981. Владимир. Железнодорожный вокзал.

## Галерея

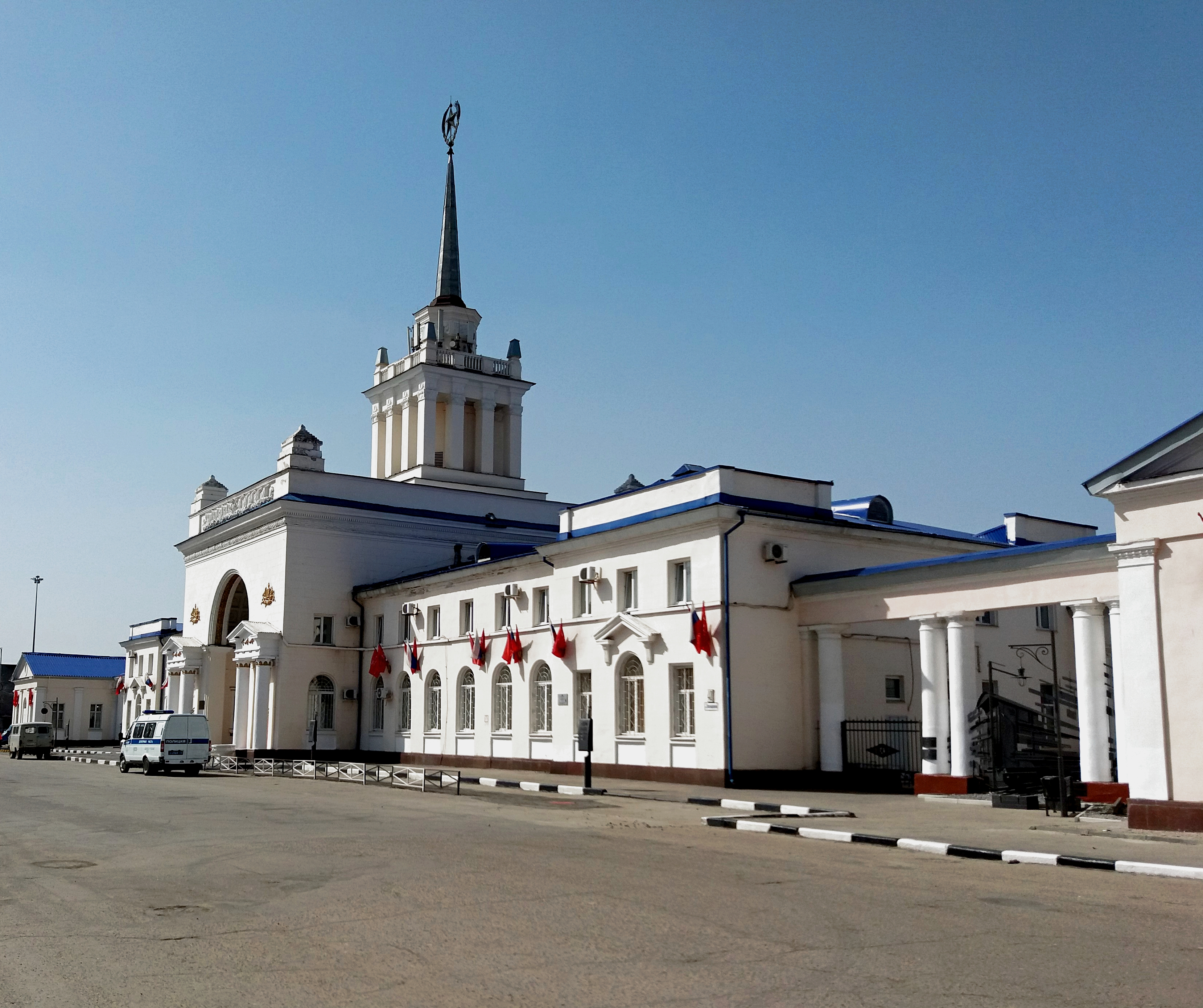
Железнодорожный вокзал «Ульяновск-1».
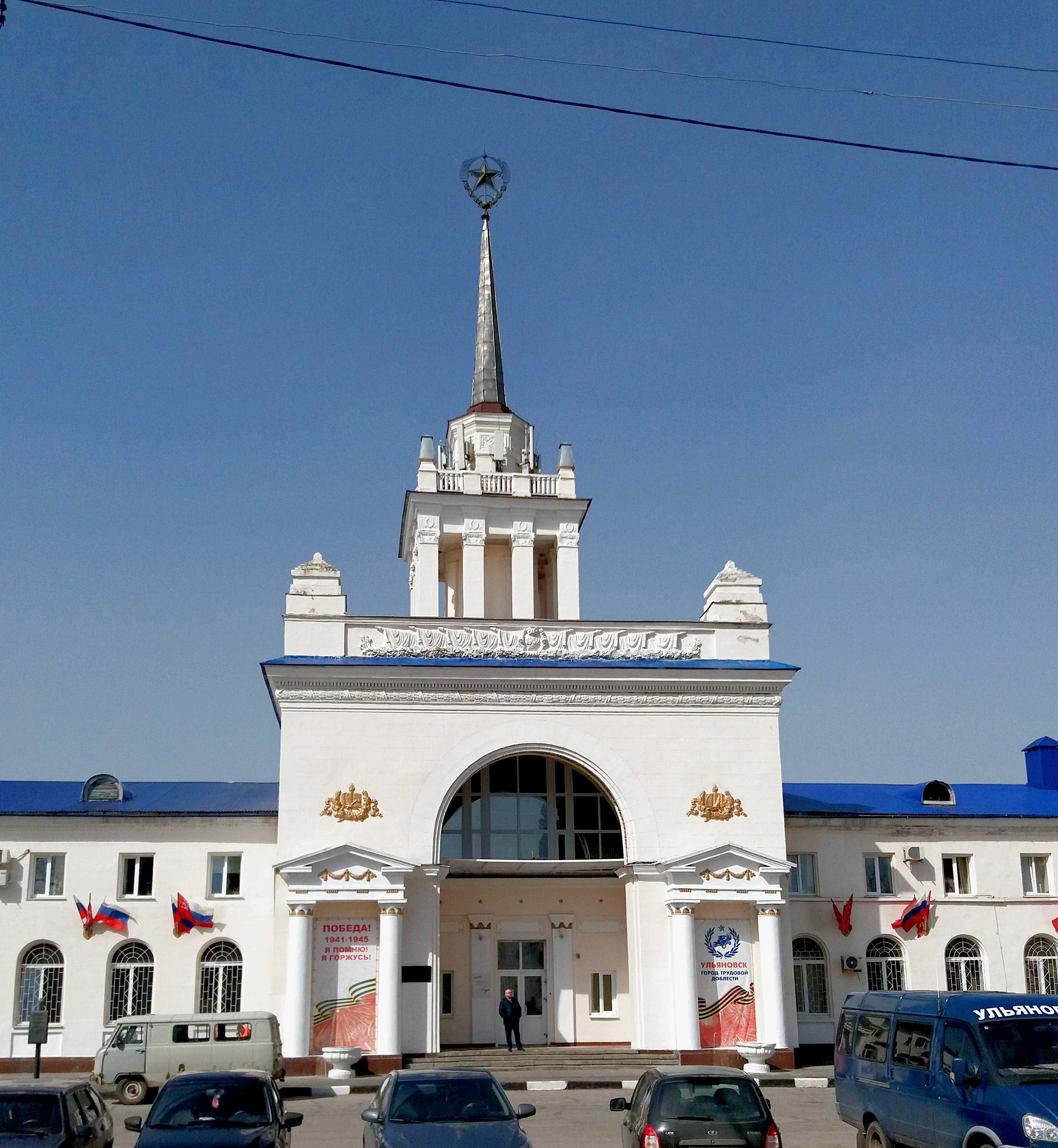
Железнодорожный вокзал «Ульяновск-1».
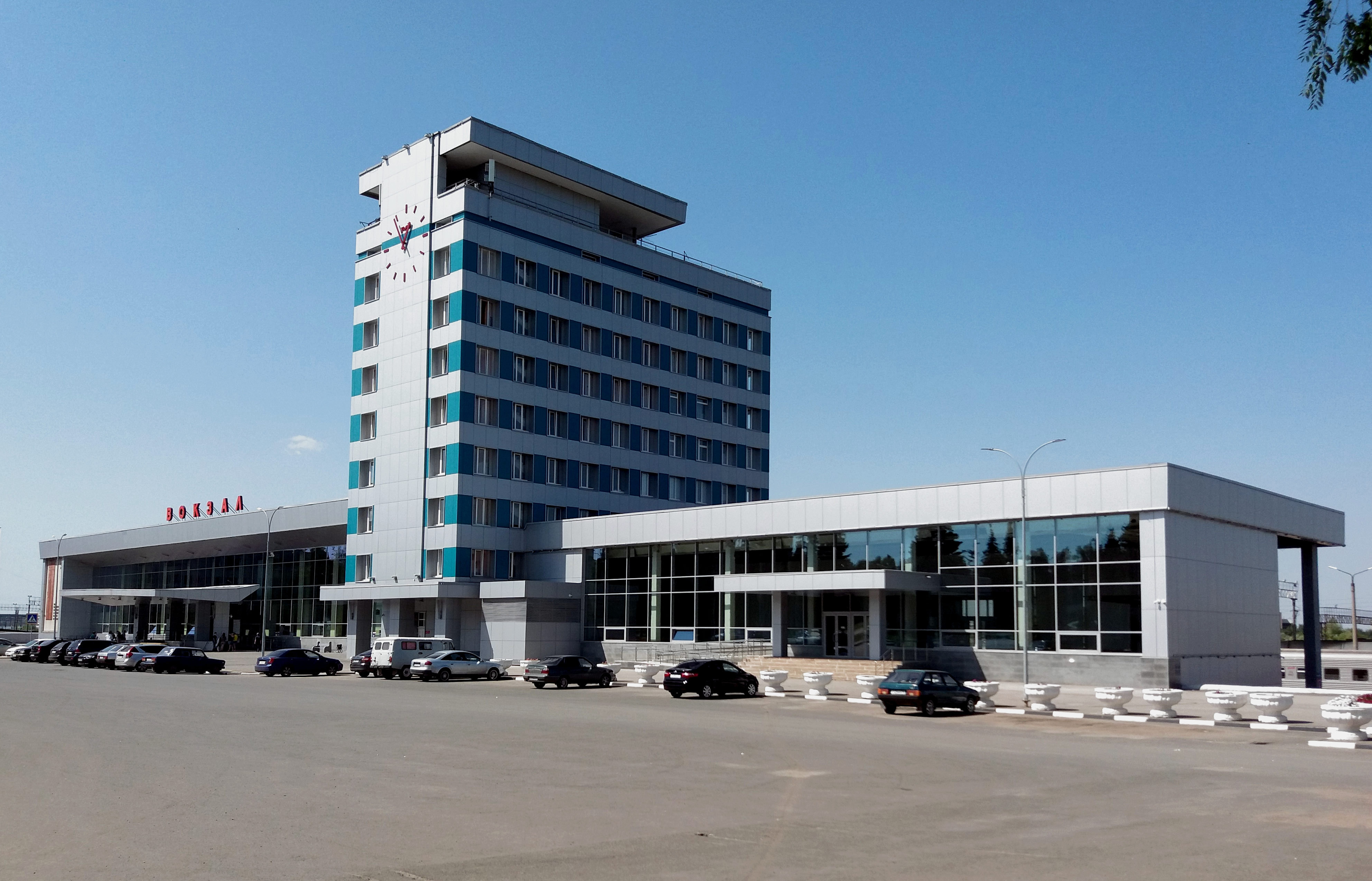
Ульяновск-Центральный (станция).
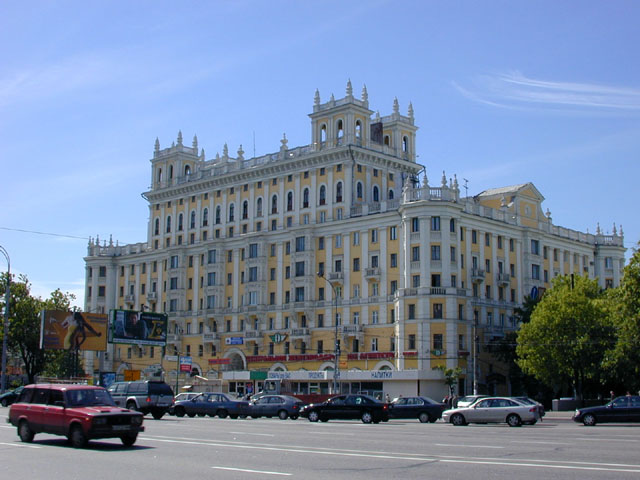
«Дом с башенками», на Ленинградском проспекте, Москва.
Мемориальная доска на здании вокзала.
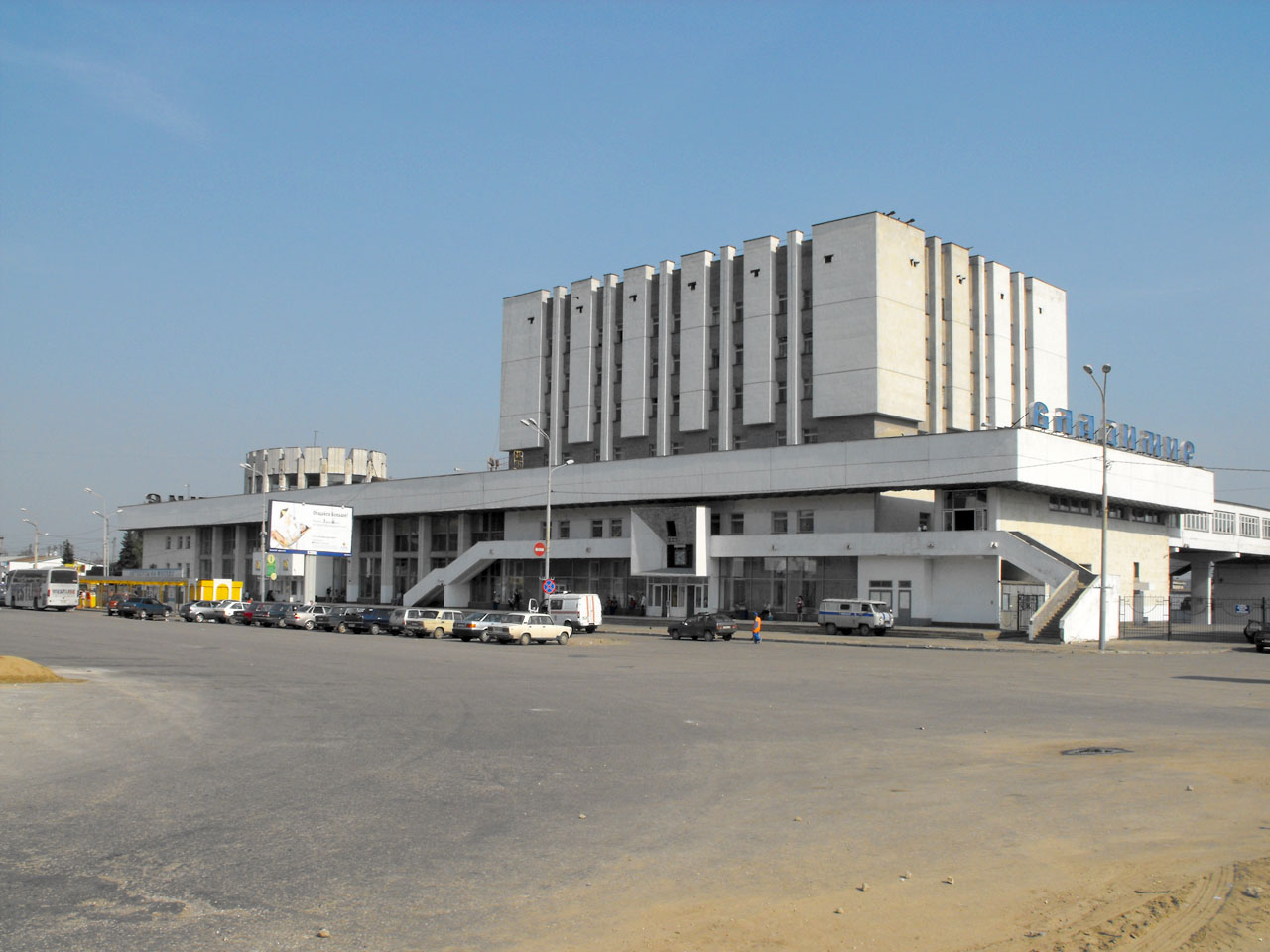
Ж/Д вокзал Владимир (станция).
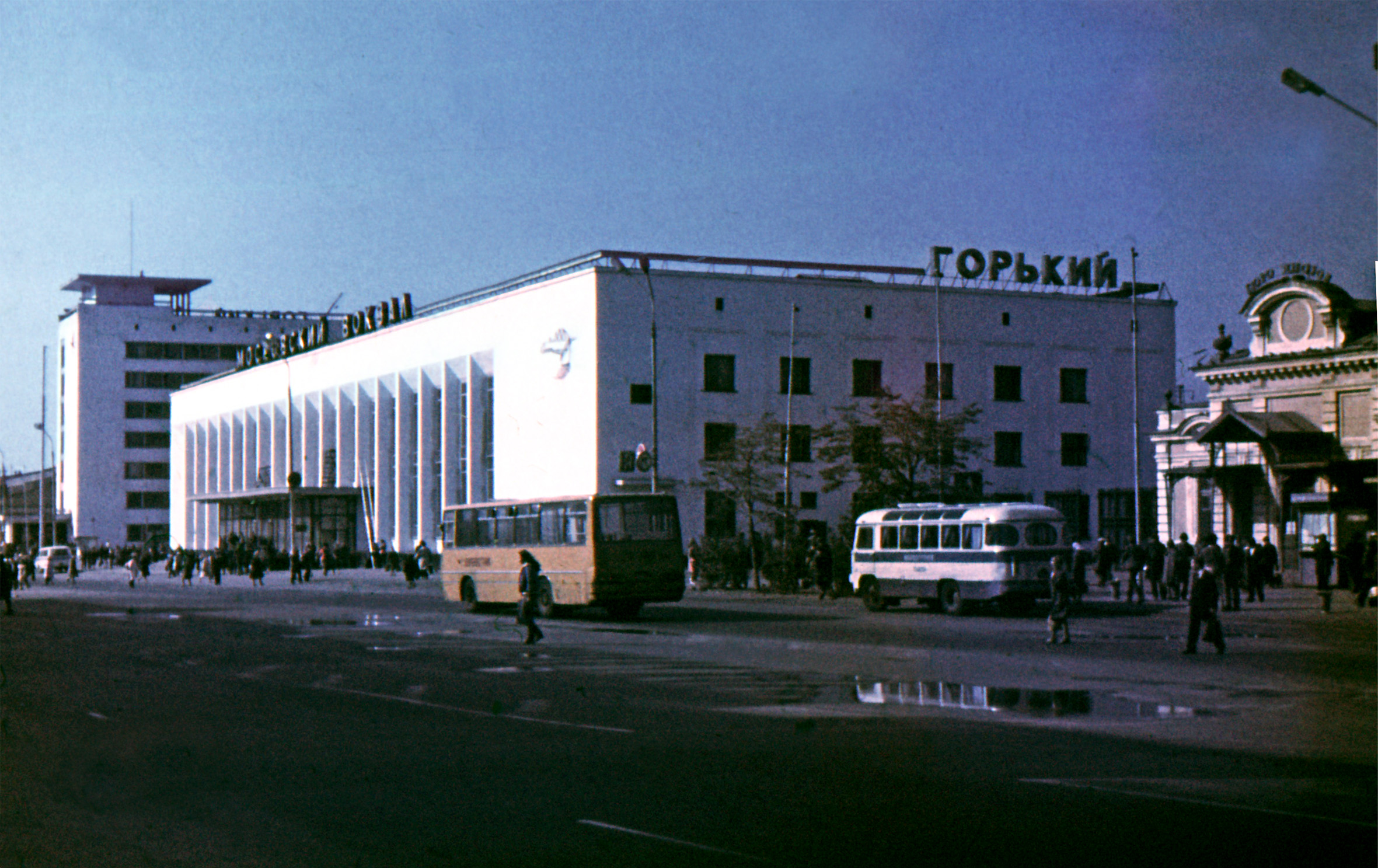
Перестроенное здание вокзала Московский (Нижний Новгород).
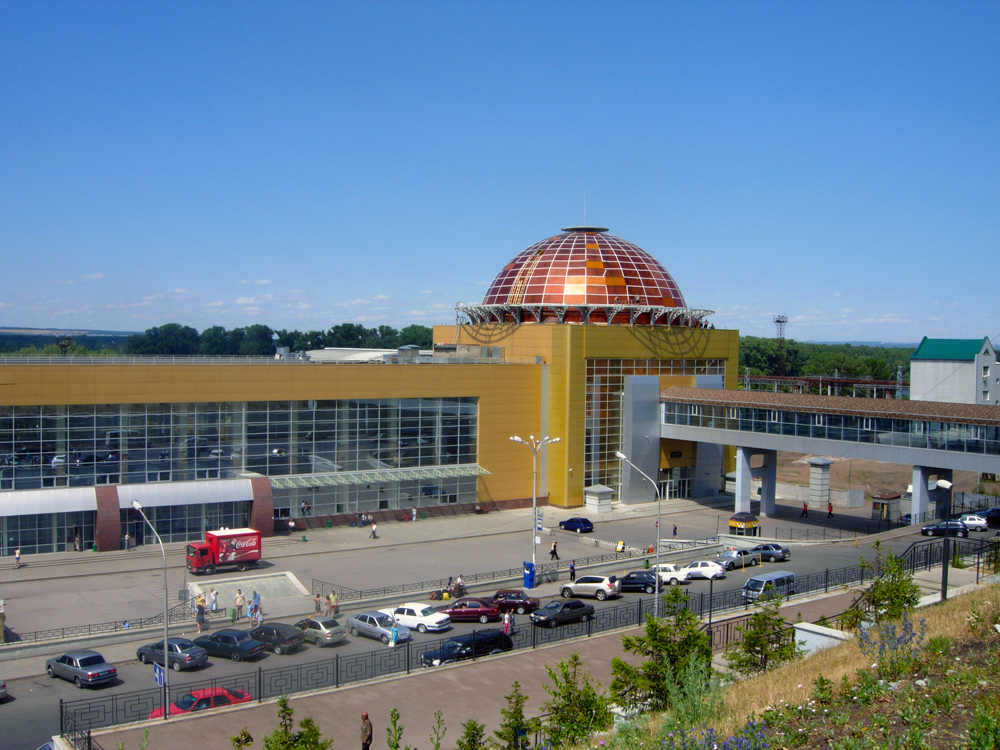
Железнодорожный вокзал Уфы после реконструкции.
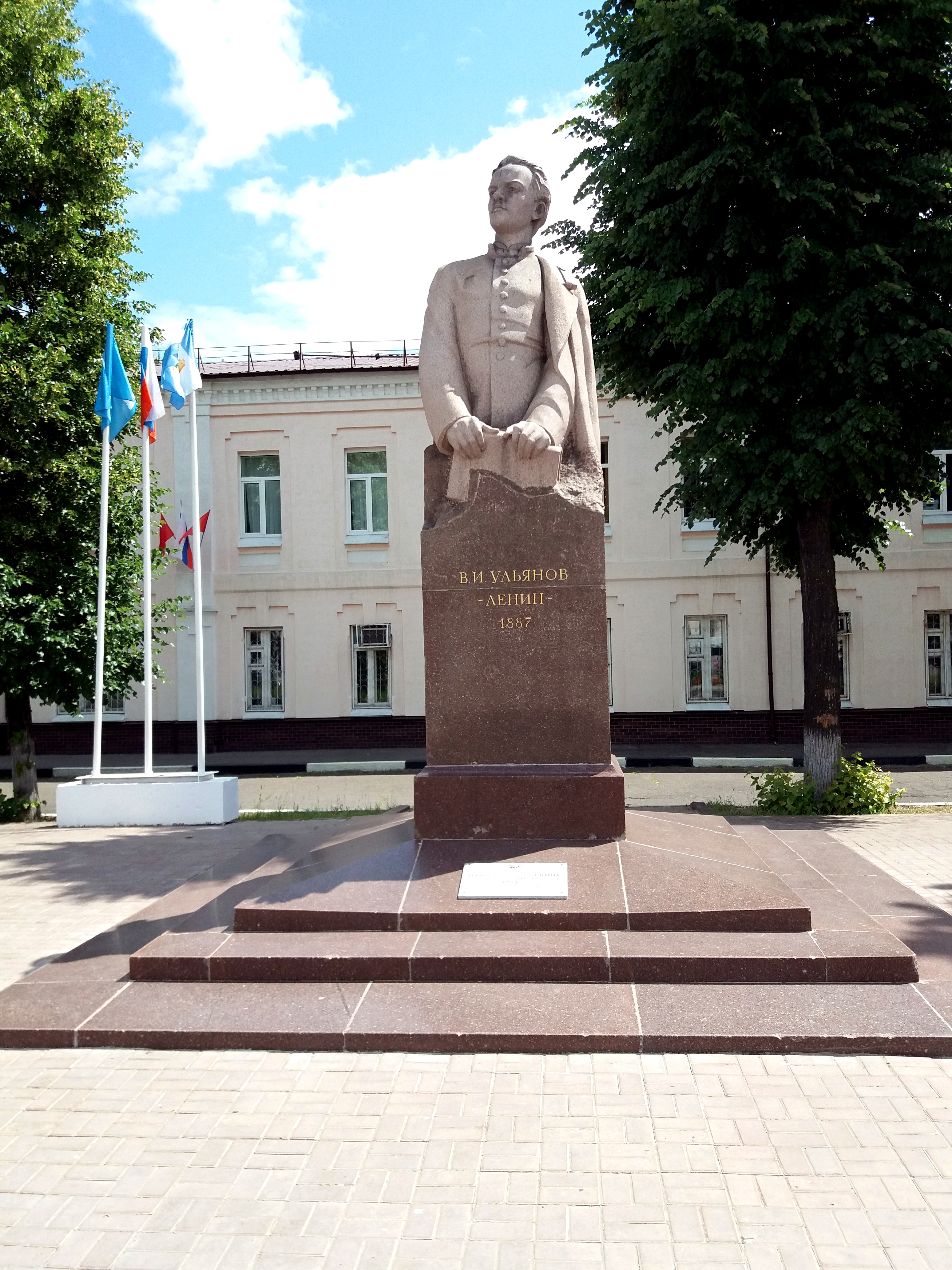
Памятник В. И. Ульянову-гимназисту (Ульяновск).